# Amaranthoideae
Amaranthoideae je potporodica štirovki, pripada najveći broj rodova u porodici. Tribus Celosieae ima pet rodova.
Većina vrsta raste po tropskoj Americi i tropskoj i južnoj Africi i Australiji. Najvažniji rodovi su šćir ili amarant i kresta (Celosia).

## Tribusi i rodovi
1. Subfamilia Amaranthoideae Burnett Juss. (2334 spp.)[2]
  1. Tribus Celosieae Fenzl
    1. Deeringia R. Br. (10 spp.)
    2. Pleuropetalum Hook. fil. (3 spp.)
    3. Henonia Moq. (1 sp.)
    4. Celosia L. (43 spp.)
    5. Hermbstaedtia Rchb. (15 spp.)

  2. Tribus Amarantheae Rchb.
    1. Subtribus Amaranthinae
      1. Bosea L. (4 spp.)
      2. Chamissoa Kunth (3 spp.)
      3. Herbstia Sohmer (1 sp.)
      4. Siamosia K. Larsen & Pedersen (1 sp.)
      5. Allmania R. Br. ex Wight (1 sp.)
      6. Charpentiera Gaudich. (6 spp.)
      7. Indobanalia Henry & B. Roy (1 sp.)
      8. Lagrezia Moq. (13 spp.)
      9. Amaranthus L. (95 spp.)
      10. Digera Forssk. (1 sp.)
      11. Neocentema Schinz (2 spp.)
      12. Pleuropterantha Franch. (3 spp.)

    2. Subtribus Aervinae
      1. Saltia Moq. (1 sp.)
      2. Sericostachys Gilg & Lopr. (1 sp.)
      3. Sericocomopsis Schinz (2 spp.)
      4. Sericocoma Fenzl (2 spp.)
      5. Pseudosericocoma Cavaco (1 sp.)
      6. Cyphocarpa (Fenzl) Lopr. (3 spp.)
      7. Centemopsis Schinz (12 spp.)
      8. Nelsia Schinz (2 spp.)
      9. Sericorema (Hook. fil.) Lopr. (2 spp.)
      10. Centema Hook. fil. (2 spp.)
      11. Eriostylos C. C. Towns. (1 sp.)
      12. Lopriorea Schinz (1 sp.)
      13. Rosifax C. C. Towns. (1 sp.)
      14. Leucosphaera Gilg (1 sp.)
      15. Cyathula Blume (27 spp.)
      16. Allmaniopsis Suess. (1 sp.)
      17. Pupalia Juss. (4 spp.)
      18. Marcelliopsis Schinz (3 spp.)
      19. Dasysphaera Volkens ex Gilg (4 spp.)
      20. Volkensinia Schinz (1 sp.)
      21. Arthraerva (Kuntze) Schinz (1 sp.)
      22. Wadithamnus T. Hammer & R. W. Davis (1 sp.)
      23. Paraerva T. Hammer (2 spp.)
      24. Aerva Forssk. (11 spp.)
      25. Polyrhabda C. C. Towns. (1 sp.)
      26. Trichuriella Bennet (1 sp.)
      27. Nothosaerva Wight (1 sp.)
      28. Nototrichum (Gray) Hillebr. (3 spp.)
      29. Calicorema Hook. fil. (2 spp.)
      30. Chionothrix Hook. fil. (2 spp.)
      31. Stilbanthus Hook. fil. (1 sp.)
      32. Mechowia Schinz (2 spp.)
      33. Nyssanthes R. Br. (4 spp.)
      34. Ptilotus R. Br. (119 spp.)
      35. Psilotrichum Blume (27 spp.)
      36. Psilotrichopsis C. C. Towns. (1 sp.)
      37. Achyranthes L. (22 spp.)
      38. Centrostachys Wall. (1 sp.)
      39. Achyropsis (Moq.) Hook. fil. (6 spp.)
      40. Pandiaka (Moq.) Hook. fil. (13 spp.)

  3. Tribus taksponomska pozicija nepoznata
    1. Lecosia Pedersen (2 spp.)
    2. Omegandra G. J. Leach & C. C. Towns. (1 sp.)

## Vanjske poveznice
- The Taxonomicon